# Alsting
Alsting (Duits: Alstingen) is een gemeente in het Franse departement Moselle (regio Grand Est). De gemeente maakt deel uit van het arrondissement Forbach-Boulay-Moselle. Alsting telde op 1 januari 2022 2.493 inwoners.

## Geografie
De oppervlakte van Alsting bedroeg op 1 januari 2022 5,73 vierkante kilometer; de bevolkingsdichtheid was toen 435,1 inwoners per km².

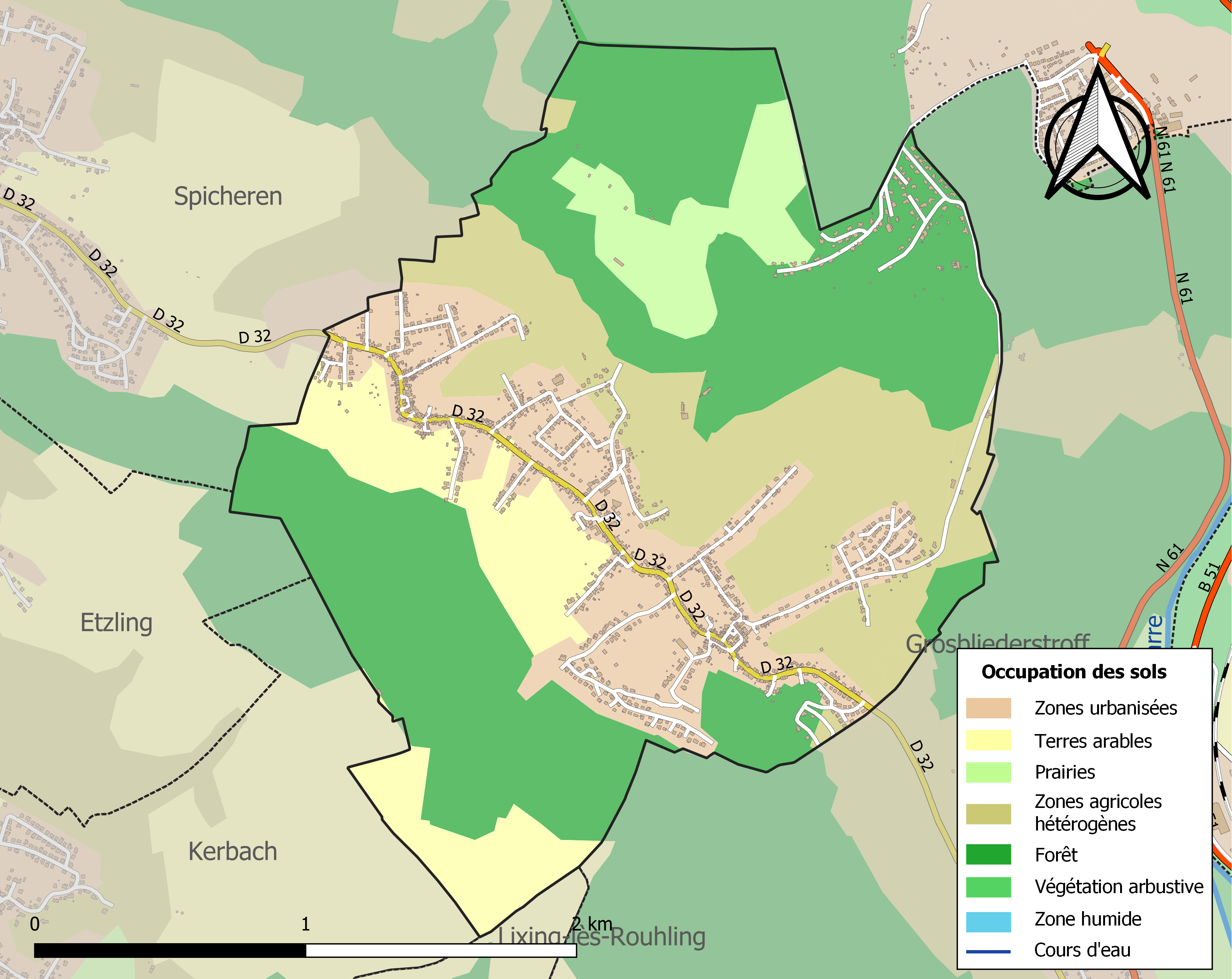
Kaart van de gemeente met de belangrijkste infrastructuur, bodemgebruik en omliggende gemeenten

## Demografie
Onderstaande figuur toont het verloop van het inwonertal (bron: INSEE-tellingen).